# David Hastings, Earl of Atholl
David Hastings, Earl of Atholl (auch de Hastings; † vor 3. Juli 1247) war ein schottischer Adliger.
David Hastings war ein Sohn von John de Hastings, einem anglonormannischen Adligen mit Landbesitz in Angus. Er heiratete Forblaith, die jüngere Tochter von Henry, 3. Earl of Atholl. Sein Schwiegervater war um 1200 ohne männliche Nachkommen gestorben. Um 1209 vergab König Wilhelm I. den Titel Earl of Atholl an Thomas of Galloway, der Isabell, die ältere Tochter von Earl Henry geheiratet hatte. Nach dem kinderlosen Tod von Isabells einzigem Sohn Patrick, Earl of Atholl 1242 fiel der Titel Earl of Atholl dann aus dem Recht seiner Ehefrau an Hastings. Vor August 1244 war Hastings offiziell zum Earl of Atholl erhoben worden und bezeugte mit den Vertrag von Newcastle zwischen dem schottischen König Alexander II. und dem englischen König Heinrich III. 1247 brach er zur Teilnahme am Kreuzzug des französischen Königs Ludwig IX. auf, starb jedoch bald darauf.
Nach seinem Tod wird das Earldom Atholl erst um 1264 wieder erwähnt, als David de Strathbogie den Titel führte. Wie dieser den Titel erhalten hat, ist unklar.